# Tayamaia
Tayamaia es un género de foraminífero bentónico de la subfamilia Planorbulininae, de la familia Planorbulinidae, de la superfamilia Planorbulinoidea, del suborden Rotaliina y del orden Rotaliida. Su especie tipo es Gypsina marianensis. Su rango cronoestratigráfico abarca el Aquitaniense (Mioceno inferior).

## Clasificación
Tayamaia incluye a la siguiente especie:
- Tayamaia marianensis †